# Управление «К»
Управле́ние (Отде́л) «К» — подразделение Министерства внутренних дел России (МВД России), борющееся с преступлениями в сфере информационных технологий, а также с незаконным оборотом радиоэлектронных средств и специальных технических средств. 
В субъектах Российской Федерации функционируют соответствующие структурные подразделения криминальной полиции — отделы «К». Управление является одним из самых засекреченных подразделений МВД России. 
Управление «К» входит в состав Бюро специальных технических мероприятий Министерства внутренних дел Российской Федерации.

## Задачи Управления «К»
- борьба с нарушением авторских и смежных прав (ст. 146 УК России, ст. 7.12 КоАП России)
- выявление и пресечение неправомерного доступа к компьютерной информации (ст. 272 УК России)
- борьба с распространителями вредоносных программ (ст. 273 УК России)
- выявление нарушений правил эксплуатации средств хранения, обработки или передачи компьютерной информации и информационно-телекоммуникационных сетей (ст. 274 УК России)
- выявление использования подложных банковских карт (ст. 159³ УК России, ст. 187 УК России)
- борьба с распространением порнографии посредством сети Интернет и компакт-дисков (ст. 242 УК России)
- борьба с распространением детской порнографии
- выявление незаконного подключения к телефонным линиям (ст. 138 УК России, ст. 13.2 КоАП России)
- борьба с незаконным оборотом радиоэлектронных (РЭС) и специальных технических средств (СТС) (ст. 138 УК России, ст. 171 УК России, ст. 14.1, 14.2 КоАП России)
- противодействие мошенническим действиям, совершаемым с использованием информационно-телекоммуникационных сетей, включая сеть Интернет (ст. 159⁶ УК России)[2]
- выявление склонения к суициду через Интернет (ст. 110¹ и 110² УК России)
- разоблачение махинаций в Интернете, соцсетях, сферах банковских систем

## Известные сотрудники
- Стучилин Олег Владимир[3]
- Граблевский Александр Васильевич[4]
- Башук Сергей Анатольевич[5]
- Иванов Александр Владимирович[6]
- Куц Фёдор Андреевич[7]
- Щетилов Андрей Александрович[8]